# Stylidium claytonioides
Stylidium claytonioides este o specie de plante dicotiledonate din genul Stylidium, familia Stylidiaceae, ordinul Asterales, descrisă de W. V. Fitzg.. Conform Catalogue of Life specia Stylidium claytonioides nu are subspecii cunoscute.